# 马哈茂德·阿巴斯
马哈茂德·阿巴斯（阿拉伯語：مَحْمُود عَبَّاس，羅馬化：Maḥmūd ‘Abbās，1935年11月15日—），昵称阿布·马赞（Abu Mazen），巴勒斯坦政治人物，現任巴勒斯坦国总统（巴勒斯坦民族权力机构主席）。

## 生平
阿巴斯生于巴勒斯坦加利利地区的采法特，第一次中东战争期间随家人逃难到叙利亚。他于叙利亚大马士革大学毕业后，转至埃及学习法律。后来他进入位于莫斯科的俄罗斯人民友谊大学学习并取得副博士学位。其毕业论文考证1933年至1939年犹太复国主义者与纳粹党的秘密合作，中心论点是犹太复国主义运动及其领导人是纳粹的“基本伙伴”，对犹太人大屠杀“负有同样的责任”。他的指导教授是叶夫根尼·马克西莫维奇·普里马科夫。
信仰伊斯兰教逊尼派。他的妻子是Amina Abbas，两人育有三子：長子Mazen曾经营一家位于多哈的建筑公司，2002年因心脏病而死于卡塔尔，享年42岁；二子Yasser是名加拿大籍的商人；三子Tareq是个商业主管。

## 政治生涯

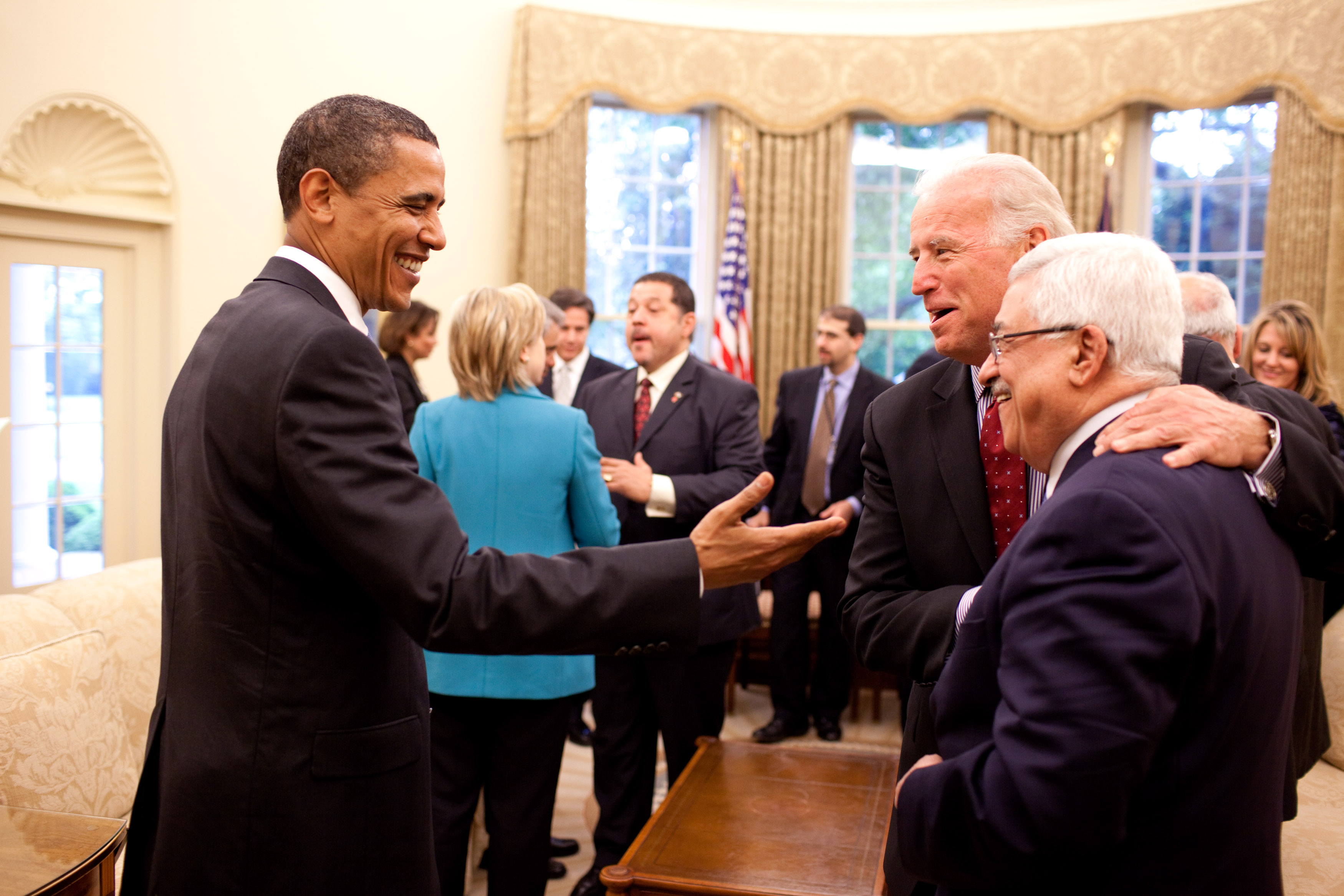
2009年5月28日阿巴斯在椭圆形办公室与美国总统贝拉克·奥巴马及美国副总统乔·拜登会面

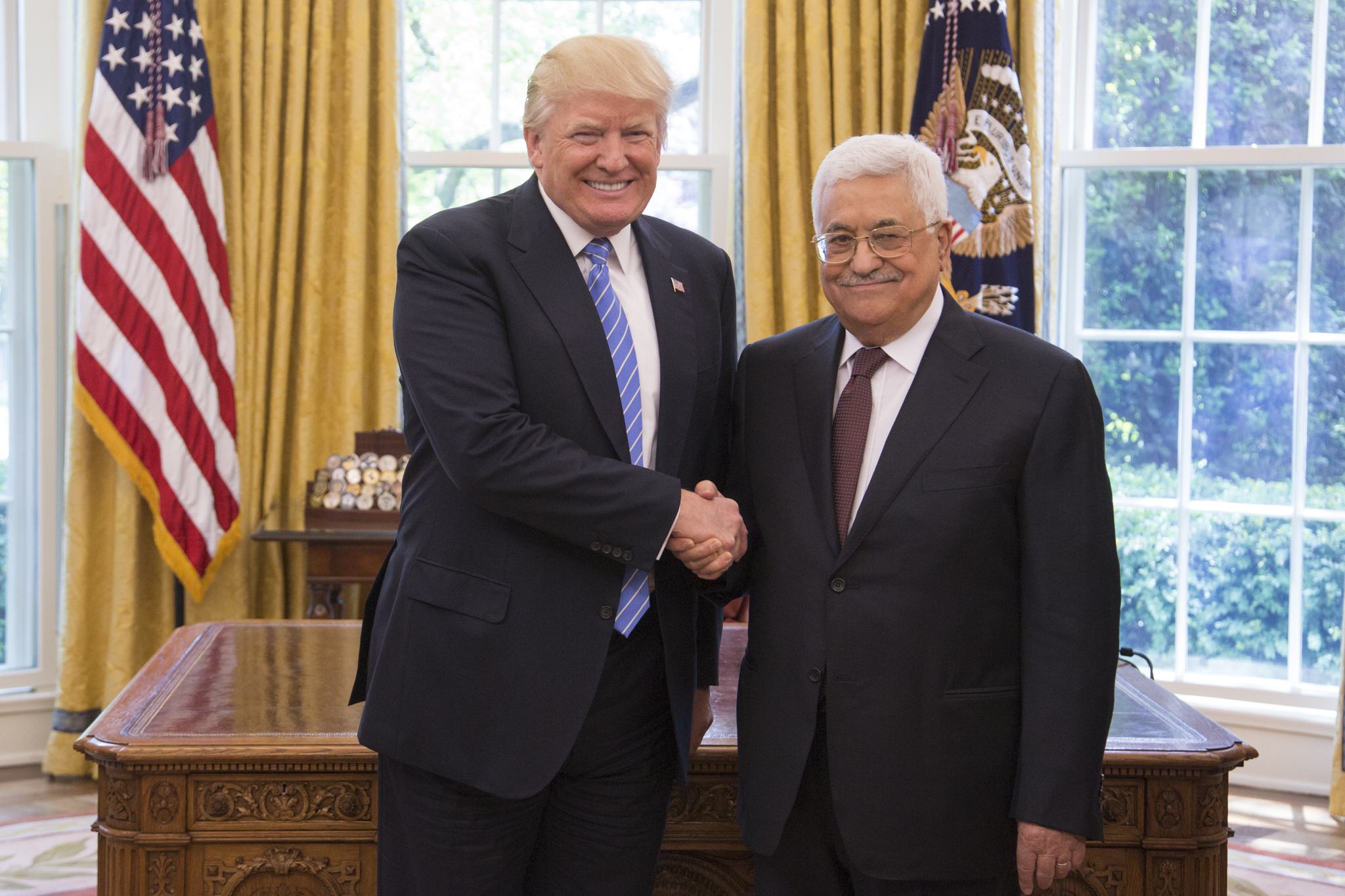
阿巴斯与美国总统唐纳德·特朗普在椭圆形办公室会面（2017年5月3日）

阿巴斯于2003年被巴勒斯坦政府主席阿拉法特选为巴勒斯坦总理。阿巴斯与以色列总理沙龙和美国总统小布什进行了一系列谈判，争取和平解决以巴衝突。
阿巴斯担任巴勒斯坦总理仅几个月后，于2003年9月6日辞职，据传言是因与阿拉法特意见不合所致。2004年阿拉法特去世后，出任巴勒斯坦民族权力机构临时主席，2005年1月正式接替阿拉法特出任主席。
2005年5月8日，马哈茂德·阿巴斯当选为巴勒斯坦国总统。2022年8月，马哈茂德·阿巴斯發表有關以色列對巴勒斯坦人發起大屠殺的聲明，引發德國柏林警方對其展開調查。

## 延伸閱讀
- Abbas: No Force Against Arab Militants Archive.today的存檔，存档日期2012-12-09, AP (2003年6月9日)
- . Newsweek Interview of Mahmoud Abbas. 2004-06-21. （原始内容存档于2007-09-10）.
- Palestinian Head Meets Barghouti （页面存档备份，存于）, BBC News (2004年11月26日)
- . Der Spiegel. 2005年2月21日.[]
- Bush pledges $50 million to Palestinian Authority （页面存档备份，存于）, CNN (2005年5月26日)
- Chairman Abbas' address to the 63rd session of the United Nations General Assembly （页面存档备份，存于） (2008年9月26日)